# Mr. Crowley Live EP
Mr. Crowley Live EP es un EP de Ozzy Osbourne, lanzado en 1980. Es la única grabación oficial en vivo de la banda con el fallecido guitarrista Randy Rhoads anterior a Tribute, de 1987.

## Reseña
El EP contiene versiones de las canciones "Mr. Crowley", "Suicide Solution" y "You Said It All", grabadas en un concierto en Southampton en 1980. Después de dar un concierto en Birmingham, la banda retornó rápidamente al estudio Ridge Farm para hacer un remix de la canción "Goodbye To Romance". La mañana siguiente se les informó que la compañía Jet Records quería el lanzamiento de una nueva canción, en vez de un sencillo. Randy Rhoads, Bob Daisley y Lee Kerslake rápidamente compusieron la canción "You Said It All", con Kerslake realizando las voces temporalmente, debido a una borrachera de Ozzy Osbourne, la cual le impedía cantar. Los planes para lanzar "You Said It All" como un sencillo después se vieron truncadas por razones desconocidas, por lo que la canción nunca fue grabada y la versión en vivo contenida en Ozzy Osbourne Live EP es la única conocida de dicha canción.

## Lista de canciones
1. "Mr. Crowley" (Ozzy Osbourne, Randy Rhoads, Bob Daisley) - 4:51
2. "You Said It All" (Osbourne, Rhoads, Daisley, Lee Kerslake) - 3:53
3. "Suicide Solution" (Osbourne, Rhoads, Daisley) - 4:28

## Personal
- Ozzy Osbourne - voz
- Randy Rhoads - guitarra
- Bob Daisley - bajo
- Lee Kerslake - batería